# Košice I
O Distrito de Košice I (eslovaco: Okres Košice I) é uma unidade administrativa da Eslováquia Oriental, situado na Košice (região), com 68.262 habitantes (em 2001) e uma superfície de 87 km².

## Demografia
| Ano:        | 1994   | 2004   | 2014   | 2024   |
| ----------- | ------ | ------ | ------ | ------ |
| Broj ljudi: | 65 057 | 68 089 | 67 842 | 62 603 |
| Razlika:    |        | +4,66% | -0,36% | -7,72% |

| Ano:               | 2023   | 2024   |
| ------------------ | ------ | ------ |
| Número de pessoas: | 62 965 | 62 603 |
| Diferença:         |        | -0,57% |

## Bairros
- Džungľa
- Kavečany
- Sever
- Sídlisko Ťahanovce
- Staré Mesto
- Ťahanovce